# Верри, Карло
Граф Карло Верри (итал. Carlo Verri; 23 февраля 1743 года, Милан — 7 июля 1823 года, Верона) — итальянский агроном и политик.

## Семья
Карло Верри — третий из четырёх братьев, оставивших след в истории Милана и Италии.
- Верри, Пьетро (1728—1797) — философ, экономист, историк и писатель.
- Верри, Алессандро (1741—1816) — поэт, писатель, историк и переводчик.
- Верри, Джованни (1745—1818) — либертарий, предполагаемый отец писателя Алессандро Мандзони (it:Giovanni Verri).

## Карьера и творчество
Главным предметом его занятий было земледелие; половину жизни он провёл в своих поместьях в поисках средств к улучшению аграрного хозяйства; приобрёл славу опытнейшего агронома и был принят в члены известных агрономических обществ Европы. Занимался также музыкой и живописью; был избран президентом Миланской академии изящных искусств.
Был деятельным и на политическом поприще: во время наполеоновской оккупации был сенатором и префектом Итальянской республики, а затем королевства.

## Посмертно
В городе Бьяссоно существует музей Карло Верри (it:Museo civico Carlo Verri).